# Can Xec
Can Xec és una obra de Sant Feliu de Codines (Vallès Oriental) inclosa a l'Inventari del Patrimoni Arquitectònic de Catalunya.

## Descripció
Casa amb una paret mitgera. Està formada per dos cossos. Un d'aquests ha estat completament reedificat en els darrers anys del segle xx. Consta de planta baixa i dos pisos i està construït amb totxo i ciment. L'altre cos conserva encara l'estructura i els elements originaris. Està endarrerit, uns tres metres, respecte de la línia del carrer. La paret és de pedra. El portal d'entrada és de pedra amb arc de mig punt adovellat. A sobre hi ha una finestra quadrada de pedra. La coberta de tot el conjunt és a dues vessants.

## Història
En una de les pedres de la finestra hi ha gravada una inscripció: "1650". Els propietaris de la casa pensen que aquest any podria ser, molt probablement, l'any en que fos construïda la casa.